# 건국동
건국동(建國洞)은 광주광역시 북구의 행정동이다. 1998년에 삼소동, 우치동, 본촌동이 합동했으나 2013년에는 양산동으로 분동되었고 2020년에는 신용동으로 분동되었다.

## 유래
(출처)
1998년 9월 21일 행정동의 통폐합 조치에 따라 본촌, 우치, 삼소의 행정동이 없어지면서 각 지역의 유지들과 주민들로부터 새로운 동명을 만드는 과정에서 당시 수십년만에 정권교체가 이루어지고 국민의 정부가 들어서 제2건국운동이 한창이었는바, 우리 지역이 정권교체의 주된 역할을 했고, 또한 지역의 역사가 인정하듯이 새로움은 우리 지역부터라는 뜻으로 "건국동(建國洞)"으로 명명하게 되었다.
- 본촌동

본래 광주군 갑마보면(甲馬保面) 소재지이므로 본촌이라 하였는데 1914년 행정구역 폐합에 따라 본촌리라 해서 본촌(지산)면에 편입되었다가, 1957년 광주시에 편입되고, 동제 실시에 따라 본촌ㆍ일곡ㆍ양산ㆍ연제ㆍ신용ㆍ용두ㆍ지야 7개의 동을 합하여 본촌동회가 되었다가 1998년 9월21일 건국동 관할이 되었다. 본촌마을 복판에는 4백 년 된 버드나무 정자가 있고, 마을 앞에는 개가 목욕을 했다는 개둠벙, 바닥이 향토흙인 붉은 둠벙이 있다. 마을 앞에는 본촌방죽에서 물을 대어 경작하는 된장서리, 밴둥거리, 죽배미, 대구배미, 시암배미, 짚은배미, 구시논이 있다.
- 용두동

갑마보면(甲馬保面) 지역으로서, 뒷산이 용머리 형국으로 되었다 하여 용두리(龍頭里)라 하였는데, 1914년 행정구역 폐합에 따라 거상리(巨上里)와 거하리(巨下里), 신기리(新基里)의 각 일부와 삼소지면(三所旨面)의 하대리(下大里) 일부 지역을 병합하여 용두리(龍頭里)라 해서 본촌(本村) 지산면(芝山面)에 편입되었다가, 1957년 광주시에 편입되고 동제실시에 따라 본촌동회의 관할이 되었다가 1998년 9월 21일 건국동의 관할이 되었다.
- 지야동

본래 광주군(光州郡) 갑마보면(甲馬保面) 지역인데, 1914년 행정 구역 폐합에 따라 대야리(大野里), 지산리(芝山里)와 우치면(牛峙面)의 용전리(龍田里), 지내리(池內里)의 각 일부 지역을 병합하여 지산(芝山)과 대야(大野)의 이름을 따서 지야리(芝野里)라 해서 본촌(本村) 지산면(芝山面)에 편입되었다가 1957년 광주시에 편입되고 동제 실시에 따라 본촌동회의 관할이 되었다가, 1998년 9월 21일 건국동의 관할이 되었다.
- 태령동

바닷물이 들어 왔다는 조수고개 옆에 위치한 태령동은 담양과 경계 지역으로서 두 봉우리가 서로 마주보고 있는 이살메(이상산) 북녘 기슭에 단지마을이 있고 단지 남동쪽에는 니거릿재가 있다. 네 갈래 길이 있어서 이름매긴 니거릿재 서편에는 바람풍골과 지넷등이 있는데 바람풍골은 북서쪽이 훤히 터져 있어서 된바람이 부는 골짜기이다. 단지 북쪽에는 수랑시암이 있는 학림, 성주시암이 있는 신기 마을이 있다.
본래 광주군 우치면 지역인데 1914년 행정구역 폐합에 따라 단지리와 두촌리, 회룡리, 학촌리의 각 일부와 담양군 우면의 광신기 일부지역을 병합하여 태령리라 하였고 1957년 광주시에 편입되어 리(理)를 동(洞)으로 고치고 1957년 동제 실시에 따라 우치동회의 관할이 되었다가 1998년 9월 21일자로 건국동 관할이 되었다.
- 수곡동

수곡동 지역은 으뜸마을인 수곡과 두촌(두림, 말머리)마을이 있었다. 두촌은 수곡 북쪽에 있는 말머리 형국의 등성이 자락에 안겨있다. 수곡 동편에는 풍수지리상 금반옥호형(金盤玉곤形) 명당이 있는데 금소반에 옥병까지 올렸으니 금상첨화 격이라 할 수 있다. 소반은 너른 들을 상징하여 풍요로운 생산을 의미한다. 본래 광주군 우치면의 지역으로서 물가에 위치하고 있어 수곡이라 하였는데, 1914년 행정구역 폐합에 따라 반곡리, 두촌리 일부 지역을 병합하여 수곡리라 하였고 1957년 광주시에 편입되어 우치동회의 관할이 되었다가 1998년 9월 21일 건국동의 관할이 되었다.
- 효령동

본래 광주군(光州郡) 우치면(牛峙面) 지역으로서, 효재 또는 효령으로 변하여 소재 또는 우치(牛峙)라 하였는데, 1914년에는 행정구역 폐합에 따라 신촌리, 학동리, 승평리, 우곡리, 봉황동리, 종방리, 수곡리, 서작리의 각 일부지역을 병합하여 효령리라 하였다. 1957년 광주시에 편입되어 리(里)를 동(洞)으로 고치고, 1957년 동제 실시에 따라 우치동회의 관할이 되었고 1998년 9월 21일 건국동의 관할이 되었다.
효령동에는 바닥이 깊숙하고 물길이 좋아 기름지다는 뜻의 고래실골이라는 이름을 가진 논이 있다. 이 부근에는 으뜸마을인 학동을 비롯하여 신촌, 정재동, 종방, 우곡, 방죽동네가 있다. 학동 남쪽에는 황새형국의 황새봉을 향해 깊게 패여있는 골짜기 점불이 있고 학동 동북쪽에는 쑥대봉이, 동남쪽에는 감나무가 많은 감남골이 있다. 옛날에는 영산강 물이 마을까지 들어왔으며 배도 드나들었다고 하며, 이곳은 전통적인 씨족형태의 마을로서 행주 기씨와 전주 이씨 집성촌이었다.
- 용전동

본래 광주군 우치면(牛峙面)지역으로서 어느 해 홍수가 난 후 물이 흔한 마을이란 뜻으로 낙촌(洛村), 용전(龍田)이라 하게 되었으며, 1914년 행정구역 폐합에 따라 시변리, 동작리(東作里), 서작리(西作里), 생룡리(生龍里), 지내리(池內里), 신평리(新坪里)의 각 일부와 갑마보면(甲馬保面)의 지산리(芝山里), 대야리(大野里), 삼소지면(三所旨面)의 해산리(海山里), 대치면(大峙面) 응기리(應基里)의 각 일부와 갈전면(葛田面)의 신룡리(新龍里) 일부지역을 병합하여 용전리라 했고 1957년 광주시에 편입되어 우치동회의 관할이 되었다. 그리고 1998년 9월 21일자로 건국동에 통폐합되었다. 용전동의 용전마을은 마을이 큰 탓에 당산거리, 안애미, 하촌 등으로 구분되고 있다. 이곳은 경지정리가 잘된 넓은 들에서 수도작과 비닐하우스를 이용한 고등 채소를 재배하고 있다.
- 용강동

용강동은 북구의 북쪽 끝에 자리하며 영산강 줄기가 지나고 있다. 이곳은 본래 광주군 우치면 지역으로서 굽이쳐 흐르는 강가였다 하여 용강(龍江)이라 했는데 1914년 행정구역 폐합에 따라 입암리(立岩里)와 신평리(新坪里), 동작리(東作里), 서작리(西作里), 종방리(宗坊里)와 학림리(鶴林里)의 각 일부 지역을 병합하여 용강리라 하였고 1957년 광주시에 편입되어 우치동회의 관할이 되었다가 1998년 9월 21일자로 건국동 동사무소 관할이 되었다. 이곳에는 넓다란 하신들과 입암들 한복판에 각각 하신마을과 입암마을이 있다. 이들은 주로 논농사와 비닐하우스 재배를 하고 있다. 입암이라는 지명은 높이 한길 반이나 되는 선바우에서 비롯되었다. 입암 동녘에는 섶나무가 많은 섶바탕이 있고 남쪽의 들은 곱은 골, 정자골이라 부르며 서쪽들을 비암아래 한방쟁이라 부른다. 또한 강가에는 새터(신평)라 불리는 지명이 있고, 담양군 봉산면과 경계가 되는 진등 서편에는 용강동네가 있다.
- 생룡동

생룡동은 후백제 견훤대왕의 생가마을이라는 설이 있어 생룡이라는 명칭이 붙게 되었는데, 생룡 남쪽에는 지내(못안)마을이 있고, 지내 남동쪽에는 장운동으로 가는 순산재, 서남편에는 생룡들에 물을 대는 대야제(大野堤)가 있다. 생룡(生龍)은 본래 광주군 우치면 지역이었는데 1914년 행정구역 폐합에 따라 내동리(內洞里), 지내리(池內里), 용전리(龍田里), 서작리(西作里)의 각 일부 지역을 병합하여 생룡리라 하였고 1957년 광주시에 편입되었으며 1957년 동제 실시에 따라 리(里)를 동(洞)으로 고치고 우치동의 관할이 되었다가 1998년 9월 21일 건국동으로 통합되었다.
현재 생룡동에는 지내, 생룡, 모산마을과 우치공원 등이 포함된다.
- 월출동

월출동은 매부랑재에서 해산을 거쳐 궁중산(65m)으로 이어지는 구릉지가 높하늬바람을 막아주어서 일찍이 마을이 들어섰다. 궁중산을 안산(案山)삼은 금당(金당)마을은 응천보(應天洑)를 막아 영산강 물을 끌어들여 농사를 지었다. '궁중바우', '둔전(屯田)'과 같은 땅이름이 있어 옛부터 관가(官家)의 인연을 맺었고 포구(浦口)가 있었을 것으로 여겨진다. 본디 옹기, 종이, 갓 등을 만들던 삼소지(三所旨)로 경계에 시장이 서서 용산장(龍山場)이라 불렀다. 이곳은 1914년 행정구역 폐합에 따라 금당리(金당里), 궁암리(弓岩里)와 해산리(海山里), 상대리(上大里), 용정리(龍井里, 고내리(古乃里)의 각 일부와 갑마보면(甲馬保面)의 대야리(大野里), 용두리(龍頭里)의 각 일부와 우치면(牛峙面)의 용전리(龍田里) 일부지역을 병합하여 월산리(月山里)라 해서 본촌(本村)면에 편입되었다가 1957년 동제실시에 따라 삼소동회의 관할이 되었다. 그리고 1998년 9월 21일자로 건국동에 통폐합되었다.
- 대촌동

대촌동(大村洞)은 250가구수에 상대, 중대, 하대마을로 이루어졌으며 500여 년 전에 풍천 임씨가 들어와 성촌되었다고 하며 그 후에 김해 김씨, 광산 김씨, 청주 한씨, 밀양 박씨가 이거해 와서 큰 마을로 변모 발전되었으나, 광주광역시에 인근한 지역이라 현재는 김해 김씨 60여 호, 광산 김씨 15호, 청주 한씨 12호, 밀양 박씨 10여 호, 풍천 임씨가 5호이며, 기타 타 성씨의 집성촌으로 생활하고 있다. 6.25이후 토착민은 35%, 농경지는 15～20%만이 본래 마을의 인구형성과 토지소유로 되어있다고 한다. 대촌마을 앞 들판은 농경지가 된 지역으로 영산강 상류 강변지역에 위치하여 토지가 비옥하고 광활한 땅이 되었으나 거의 타지인의 소유여서 농경지가 되기 전에 부리었던 긴배미, 길모배미, 넙디기, 동녘굴, 미주배미, 바위배미, 백마배미, 질알배미, 비락배미가 모두 첨단과학단지로 편입되게 되었다. 본래는 광주군 삼소지면 소재지이므로 삼소지(三所旨), 큰마을 또는 대촌(大村)이라 하였다. 1914년 행정구역 폐합에 따라 상대리(上大里), 하대리(下大里), 저작리(著作里)의 각 일부와 갑보면(甲保面)의 용두리(龍頭里) 일부와 장성군 외동면(外東面) 주암리(舟岩里) 일부 지역이 병합되어 대촌리로 본촌면에 편입되었다. 1957년 다시 광주시에 편입되어 리(里)를 동(洞)으로 고치고 동(洞)제 실시에 따라 삼소동의 관할이 되었다가 1998년 9월 21일 건국동에 편입되었다.
- 오룡동

지형이 용처럼 생겼다해서 오룡(五龍)동이라 하였는데, 1914년 행정구역 폐합에 따라 신점리, 입동리, 저작리 일부와 천곡동의 구암리 일부와 장성군 남일면의 치촌리, 회산리의 각 일부지역을 병합하여 오룡리라 하고 본촌면에 편입되었다. 1957년에 광주시에 편입되어 삼소동의 관할이 되었고, 1998년 9월에 건국동 관할이 되었다.

## 연혁
- 1914년 4월 1일 : 광주군 갑마보면(甲馬保面), 석제면(石堤面), 삼소지면(三所旨面)을 본촌면으로 합면

| 조선총독부령 제111호 | |               |
| 구 행정구역          | 구 행정구역 | 신 행정구역   |
| 광주군 갑마보면      | 복룡리(伏龍里), 신평리(臣坪里), 신기리(新基里)                                                                 | 본촌면 신용리 |
| 광주군 갑마보면      | 양지리(陽地里), 내촌리(內村里)                                                                                 | 본촌면 양산리 |
| 광주군 갑마보면      | 거상리(巨上里), 거하리(巨下里), 용두리(龍頭里)                                                                 | 본촌면 용두리 |
| 광주군 갑마보면      | 본촌리(本村里)                                                                                                 | 본촌면 본촌리 |
| 광주군 갑마보면      | 대야리(大野里), 지산리(芝山里)                                                                                 | 본촌면 지야리 |
| 광주군 삼소지면      | 상대리(上大里), 하대리(下大里)                                                                                 | 본촌면 대촌리 |
| 광주군 삼소지면      | 오룡리(五龍里), 신점리(新店里), 입동리(笠洞里), 저작리(著作里)                                                 | 본촌면 오룡리 |
| 광주군 삼소지면      | 금당리(金塘里), 궁암리(弓岩里), 해산리(海山里), 용정리(用井里), 고내리(古乃里)                                 | 본촌면 월산리 |
| 광주군 석제면        | 일곡리(日谷里), 일동리(日洞里)                                                                                 | 본촌면 일곡리 |
| 광주군 석제면        | 신촌리(新村里), 외촌리(外村里)                                                                                 | 본촌면 연제리 |
| 광주군 우치면        | 입암리(立巖里), 신평리(新坪里), 용강리(龍江里), 동작리(東作里), 서작리(西作里), 종방리(宗坊里), 학림리(鶴林里) | 우치면 용강리 |
| 광주군 우치면        | 시변리(市邊里), 용전리(龍田里)                                                                                 | 우치면 용전리 |
| 광주군 우치면        | 내동리(內洞里), 지내리(池內里), 생용리(生龍里)                                                                 | 우치면 생용리 |
| 광주군 우치면        | 반곡리(盤谷里), 수곡리(水谷里), 두촌리(斗村里)                                                                 | 우치면 수곡리 |
| 광주군 우치면        | 단지리(丹芝里), 회룡리(檜龍里)                                                                                 | 우치면 태령리 |
| 광주군 우치면        | 신촌리(新村里), 학동리(鶴洞里), 승평리(昇平里), 우곡리(牛谷里), 봉황동리(鳳凰洞里)                             | 우치면 효령리 |
- 1935년 11월 1일 : 광산군 지산면(우치면과 합병)
- 1957년 12월 2일 : 광주시로 편입, 지산출장소 설치(삼소동, 우치동, 본촌동 개편)
- 1980년 4월 1일 : 서구에서 북구로 편입
- 1998년 9월 21일 : 삼소동, 우치동, 본촌동 통폐합, 건국동 설치

## 기관 안내
- 건국동 행정복지센터
- 북광주농협
- 광주본촌동우체국
- 망월공원묘지
- 영락공원묘지

## 교육
- 광주지산초등학교 (지야동)
- 광주북초등학교 (효령동)
- 본촌초등학교 (본촌동)
- 용두중학교 (용두동)
- 지산중학교 (본촌동)
- 광주과학고등학교 (오룡동)
- 광신대학교
- 광주은혜학교
- 광주과학기술원

## 주거
| 단지명                  | 건설사                        | 시행사                 | 주소                          | 주소   | 입주        | 비고     |
| ----------------------- | ----------------------------- | ---------------------- | ----------------------------- | ------ | ----------- | -------- |
| 신일곡 현진에버빌       | ㈜현진종합건설                | ㈜현진종합건설         | 북구 양산택지소로 20          | 본촌동 | 2006년 9월  |          |
| 양산부영                | ㈜동광주택산업                | ㈜동광주택산업         | 북구 양산택지소로 30          | 본촌동 | 2007년 1월  |          |
| 본촌 힐스테이트         | 현대엔지니어링                | 본촌동현대지역주택조합 | 북구 본촌마을길 157-22        | 본촌동 | 2019년 9월  |          |
| 용두동 양산타운         | ㈜송촌건설 ㈜삼익건설         | ㈜송촌건설 ㈜삼익건설  | 북구 하서로423번길 33         | 용두동 | 1998년 6월  |          |
| 용두주공 2단지          | 동문건설㈜ ㈜고속도로관리공단 | 대한주택공사           | 북구 하서로483번길 20         | 용두동 | 2007년 12월 | 국민임대 |
| 센트럴시티 서희스타힐스 | 서희건설                      |                        | 북구 임방울대로1041번길 32-19 | 용두동 | 2024년 4월  |          |
| 프라임시티 서희스타힐스 | 서희건설                      |                        | 북구 거진길 46                | 용두동 | 2024년 7월  |          |